# Toronto Indoor 1975
Il Toronto Indoor 1975 è stato un torneo di tennis giocato sul sintetico indoor. È stata la 5ª edizione dello Toronto Indoor, che fa parte del World Championship Tennis 1975. Si è giocato a Toronto in Canada dal 10 al 16 febbraio 1975.

## Campioni

### Singolare maschile
Harold Solomon ha battuto in finale  Stan Smith con il punteggio di 6–4 6–1

### Doppio maschile
Dick Stockton /  Erik Van Dillen hanno battuto in finale  Anand Amritraj /  Vijay Amritraj con il punteggio di 6–4, 7–5, 6–1